# Якимівська гімназія
Комунальний заклад “Навчально-виховний комплекс “Якимівська гімназія” Якимівської селищної ради Якимівського району Запорізької області” 
Скорочена назва: НВК "Якимівська гімназія" 

## Історична довідка
В 1904 році було збудовано цегляну будівлю для Міністерського двокласного училища, в якому забезпечувалось заняття в одну зміну 160 дітей. Земство забезпечило відкрите училище шкільними меблями, підручниками, учнівськими посібниками, а також учнівським письмовим приладдям. Воно ж взяло на себе видачу народному вчителю надбавки до його платні. Але основну оплату труда та всі господарські витрати (утримання приміщень, освітлення, опалювання, охорона) поклали на сільську громаду.
Після громадянської війни та найтяжчого голоду 1921-1923 років в 1923-1924 навчальному році у будівлі відкрилась початкова 4-річна перша радянська трудова школа. Завдяки успіхам у ліквідації неписьменності серед різновікових шарів населення Якимівки та введення на державному рівні обов’язкової загальної початкової освіти зростала необхідність у відкритті семирічної школи. Після проведеного ремонту будівлі та споруди невеликої до нього прибудови, на базі першої радянської трудової школи в 1925 році були відкриті п’ятий та шостий класи семирічки.
Навесні 1927 року Якимівська семирічка була реорганізована в середню школу. З ціллю розміщення більшої кількості дітей перед цим був добудований другий поверх.
Рік заснування: 1992 рік

## Керівництво
- Директор - Вагеник Наталія Анатоліївна

## Підрозділи
До складу навчально-виховного комплексу “Якимівська гімназія” входить два підрозділи:
- Початкова школа з поглибленим вивченням англійської мови
- Гімназія - загальноосвітній навчальний заклад ІІ-ІІІ ступенів з поглибленим вивченням окремих предметів